# のんのんびより (アニメ)
『のんのんびより』は、あっとによる同名の漫画を原作とした日本のアニメ作品。2013年10月から12月まで、テレビ東京ほかにて放送された。第2期は2015年7月から9月まで、『のんのんびより りぴーと』のタイトルで放送された。第3期は2021年1月から3月まで、『のんのんびより のんすとっぷ』のタイトルで放送された。
2018年8月25日には、劇場アニメ『劇場版 のんのんびより ばけーしょん』が公開された。

## プロモーション
テレビアニメ化は2013年2月23日に発表された。
同年6月27日に村川梨衣（一条蛍役）、小岩井ことり（宮内れんげ役）、佐倉綾音（越谷夏海役）、阿澄佳奈（越谷小鞠役）らメインキャストが公開された後、同年7月28日にはアニメ化記念ステージが秋葉原UDXでのMF文庫Jの大型イベント「夏の学園祭2013」で開催され、メインキャスト4人が登壇した。
同年8月27日には放送局がテレビ東京、テレビ大阪、テレビ愛知、AT-Xに決定したこと、オープニングテーマがnano.RIPEによる「なないろびより」、エンディングテーマがメインキャスト4人による「のんのん日和」に決定したこと、ED曲の作詞・作曲をZAQが担当することがそれぞれ発表された。
同年9月1日には第1話先行上映会が3331 Arts Chiyodaで開催され、出演声優の村川と佐倉が登壇してのトークも行われた。
『のんのんびより りぴーと』では、放送開始直前の2015年6月15日・22日・29日の3週にわたって特別番組『のんのんびよりってなんなのん!!?』（第1期の中でも最も評価が高かった回から3話分）を放送した。また、AT-Xでは本編第5話より各話放送後にメインキャスト4人によるミニ番組『駄菓子でのんびり楽しむのん』が放送された。
2020年11月22日にe+Streaming+で『「のんのんびより のんすとっぷ」放送前配信イベント にゃんぱす祭り おんらいんなのん！』が配信された。
2020年12月20日にYouTubeで『「のんのんびより のんすとっぷ」すたーとちょくぜんとくばんなのん！』が配信された。
第3期の放送直前特番『『のんのんびより のんすとっぷ』放送直前特番「のんのんびより のんすとっぷ」みんなで一緒におさらいするのん！』がテレビ東京、テレビ大阪、テレビ愛知、BSテレ東、AT-Xにて2021年1月4日 - 7日（各局の第3期放送前週）に放送された。ナレーションは小岩井ことり（宮内れんげ役）。
2021年3月21日にYouTubeKADOKAWA Animechannelで第3期の最終回放送直前特番『「のんのんびより のんすとっぷ」はるまつりなまほうそうなのん！』が生配信された。。
2021年3月28日にmixboxで、CD「のんのんびより おんがくのじかん」購入者への特別生配信番組『アニメ『のんのんびより』シリーズOP/ED主題歌集「のんのんびよりでいず」特別生配信番組『のんのんびより おんがくのじかん」』』が生配信された。

## 登場人物
- 宮内れんげ（みやうち れんげ） - 声：小岩井ことり
- 一条蛍（いちじょう ほたる）- 声：村川梨衣
- 越谷夏海（こしがや なつみ）- 声：佐倉綾音
- 越谷小鞠（こしがや こまり）- 声：阿澄佳奈
- 宮内一穂（みやうち かずほ）- 声：名塚佳織
- 加賀山楓（かがやま かえで）- 声：佐藤利奈
- 宮内ひかげ（みやうち ひかげ）- 声：福圓美里

## スタッフ
|                               | 第1期                                                    | 第2期                                     | 第3期                                     |
| ----------------------------- | -------------------------------------------------------- | ----------------------------------------- | ----------------------------------------- |
| 原作                          | あっと                                                   | あっと                                    | あっと                                    |
| 監督                          | 川面真也                                                 | 川面真也                                  | 川面真也                                  |
| シリーズ構成                  | 吉田玲子                                                 | 吉田玲子                                  | 吉田玲子                                  |
| キャラクターデザイン          | 大塚舞                                                   | 大塚舞                                    | 大塚舞                                    |
| プロップデザイン              | 井本由紀                                                 | 古川英樹                                  | 片山敬介                                  |
| 美術監督                      | 大泉杏奈                                                 | 日下部夏月                                | 横山淳史                                  |
| 美術設定                      | 谷内優穂                                                 | 綱頭瑛子（第2期第1 - 6話、劇場版、第3期） | 綱頭瑛子（第2期第1 - 6話、劇場版、第3期） |
| 色彩設計                      | 木幡美雪                                                 | 重冨英里                                  | 重冨英里                                  |
| 撮影監督                      | 佐藤敦                                                   | 佐藤敦                                    | 佐藤敦                                    |
| 3D監督                        | 濱村敏郎                                                 | 濱村敏郎                                  | 濱村敏郎                                  |
| 編集                          | 坪根健太郎                                               | 坪根健太郎                                | 坪根健太郎                                |
| 音響監督                      | 亀山俊樹                                                 | 亀山俊樹                                  | 亀山俊樹                                  |
| 音楽                          | 水谷広実                                                 | 水谷広実                                  | 水谷広実                                  |
| 音楽プロデューサー            | 櫻井優香                                                 | 櫻井優香                                  | 田村宏樹                                  |
| 音楽制作                      | ランティス                                               | ランティス                                | ランティス                                |
| チーフプロデューサー          | 田中信作、吉沼忍                                         |                                           |                                           |
| プロデューサー                | 紅谷佳和、郷文裕貴                                       | 紅谷佳和、郷文裕貴                        | 紅谷佳和、郷文裕貴                        |
| プロデューサー                | 伊藤史峻、高橋里奈 清水美佳、木皿陽平 石塚正俊、中村陽一 | 山下愼平                                  | 山下愼平                                  |
| プロデューサー                | 伊藤史峻、高橋里奈 清水美佳、木皿陽平 石塚正俊、中村陽一 | 村沢功、横田真吾 新井恵介                 | 赤坂泰基、飯塚彩                          |
| プロデューサー                |                                                          | 吉江輝成、隈元優介                        |                                           |
| アニメーション プロデューサー | 中川二郎                                                 | 中川二郎                                  | 鬼塚康介                                  |
| アニメーション制作            | SILVER LINK.                                             | SILVER LINK.                              | SILVER LINK.                              |
| 製作                          | 旭丘分校管理組合                                         | 旭丘分校管理 組合二期                     | 旭丘分校管理 組合三期                     |

## 製作
監督は川面真也、シリーズ構成は吉田玲子、キャラクターデザインは大塚舞、音楽は水谷広実、アニメーション制作はSILVER LINK.がそれぞれ担当する。
川面の監督下で「可愛らしい背景、ファンタジーとしての田舎」を重視した繊細な制作が行われた。原作の舞台のモデル（いわゆる聖地）は特定の場所ではなく、原作者が幼少期に住んでいた土地や旅行先など多岐に渡っているため、テレビアニメ版でも同様に舞台のモデルを定めないことが決まり、東京都、千葉県、埼玉県、和歌山県、新潟県へのロケハンが行われた。また、れんげの挨拶「にゃんぱすー」はあっとのノリで「印象に残ってつぶやきやすい言葉を」という理由から選ばれた。

## 主題歌

### オープニングテーマ
オープニングテーマ（OP）は、シリーズを通してnano.RIPEによる楽曲が使用され、作詞・作曲をnano.RIPEのきみコが手掛ける。
「なないろびより」
『のんのんびより』OP。編曲はnano.RIPE。
「こだまことだま」
『のんのんびより りぴーと』OP。編曲はnano.RIPEと福富雅之。
「つぎはぎもよう」
『のんのんびより のんすとっぷ』OP。編曲は佐々木淳。

### エンディングテーマ
エンディングテーマ（ED）は宮内れんげ（小岩井ことり）、一条蛍（村川梨衣）、越谷夏海（佐倉綾音）、越谷小鞠（阿澄佳奈）による楽曲で、作詞・作曲をZAQ、編曲を松田彬人が手掛ける。
「のんのん日和」
『のんのんびより』ED。
「おかえり」
『のんのんびより りぴーと』ED。
「ただいま」
『のんのんびより のんすとっぷ』ED。

## 評価
視聴者の間では田舎への憧れから絶賛の声や聖地探しが起こったうえ、本放送当時に発売済みの原作単行本は重版が決定した。また、「にゃんぱすー」は人気となり、2013年度アニメ流行語大賞金賞（第1位）を受賞した。テレビアニメ版自体も、アキバ総研（カカクコム）が実施した2013秋アニメ満足度ランキングで第1位、アニメ！アニメ！（イード）が実施した「秋アニメ2013何を見ますか？」の男性で第3位をそれぞれ受賞した。

## 各話リスト
| 話数   | サブタイトル                       | 脚本     | 絵コンテ | 演出             | 作画監督                                                              | 総作画監督      | 初放送日                             |       |       |       |       |       |       |       |       |       |       |       |       |       |       |       |       |       |
| 第1期  | 第1期                              | 第1期    | 第1期    | 第1期            | 第1期                                                                 | 第1期           | 第1期                                | 第1期 | 第1期 | 第1期 | 第1期 | 第1期 | 第1期 | 第1期 | 第1期 | 第1期 | 第1期 | 第1期 | 第1期 | 第1期 | 第1期 | 第1期 | 第1期 | 第1期 |
| ------ | ---------------------------------- | -------- | -------- | ---------------- | --------------------------------------------------------------------- | --------------- | ------------------------------------ | ----- | ----- | ----- | ----- | ----- | ----- | ----- | ----- | ----- | ----- | ----- | ----- | ----- | ----- | ----- | ----- | ----- |
| 一話   | 転校生が来た                       | 吉田玲子 | 川面真也 | 川面真也         | 大塚舞 井本由紀                                                       | -               | 2013年 10月8日                       |       |       |       |       |       |       |       |       |       |       |       |       |       |       |       |       |       |
| 二話   | 駄菓子屋に行った                   | 吉田玲子 | 錦織博   | 中野一巳         | 楠本祐子 河村明夫                                                     | 大塚舞          | 10月15日                             |       |       |       |       |       |       |       |       |       |       |       |       |       |       |       |       |       |
| 三話   | 姉ちゃんと家出した                 | 志茂文彦 | 岩崎良明 | 浅見松雄         | 菅野智之                                                              | 井本由紀        | 10月22日                             |       |       |       |       |       |       |       |       |       |       |       |       |       |       |       |       |       |
| 四話   | 夏休みがはじまった                 | 吉田玲子 | 川面真也 | 阿部栞士         | 手島典子 佐藤綾子                                                     | 大塚舞          | 10月29日                             |       |       |       |       |       |       |       |       |       |       |       |       |       |       |       |       |       |
| 五話   | 水着を忘れたふりをした             | 山田由香 | 黒澤雅之 | 玉村仁           | 楠本祐子 河村明夫 山吉一幸                                            | 井本由紀        | 11月5日                              |       |       |       |       |       |       |       |       |       |       |       |       |       |       |       |       |       |
| 六話   | おばけになってがんばった           | 吉田玲子 | 澤井幸次 | 澤井幸次         | 平田和也 北原章雄 古市佳祐                                            | 大塚舞          | 11月12日                             |       |       |       |       |       |       |       |       |       |       |       |       |       |       |       |       |       |
| 七話   | せんべいがカレーになった           | 志茂文彦 | 小柴純弥 | 小柴純弥         | 山吉一幸 若山政志 本田辰雄                                            | 井本由紀        | 11月19日                             |       |       |       |       |       |       |       |       |       |       |       |       |       |       |       |       |       |
| 八話   | 学校でごはんを炊いた               | 山田由香 | 黒澤雅之 | 堀内直樹         | 菅原浩喜 飯飼一幸                                                     | 大塚舞          | 11月26日                             |       |       |       |       |       |       |       |       |       |       |       |       |       |       |       |       |       |
| 九話   | 文化祭をやってみた                 | 志茂文彦 | 黒澤雅之 | 福多潤           | 竹森由加 服部憲二 河村明夫 本田辰雄                                   | 井本由紀        | 12月3日                              |       |       |       |       |       |       |       |       |       |       |       |       |       |       |       |       |       |
| 十話   | 初日の出を見た                     | 吉田玲子 | 澤井幸次 | 澤井幸次         | 楠本祐子 服部憲二 手島典子 松浦里美 竹森由加                          | 大塚舞          | 12月10日                             |       |       |       |       |       |       |       |       |       |       |       |       |       |       |       |       |       |
| 十一話 | かまくらをつくった                 | 山田由香 | 黒澤雅之 | 萩原露光         | 菅野智之                                                              | 井本由紀 大塚舞 | 12月17日                             |       |       |       |       |       |       |       |       |       |       |       |       |       |       |       |       |       |
| 十二話 | また春が来た                       | 吉田玲子 | 川面真也 | 福多潤           | 出野喜則 高原修司 本田辰雄                                            | 井本由紀 大塚舞 | 12月24日                             |       |       |       |       |       |       |       |       |       |       |       |       |       |       |       |       |       |
| 十三話 | 沖縄へ行くことになった             | 吉田玲子 | 川面真也 | 川面真也         | 本田辰雄 高原修司                                                     | 大塚舞          | 原作単行本第7巻特装版に付属          |       |       |       |       |       |       |       |       |       |       |       |       |       |       |       |       |       |
| 第2期  |                                    |          |          |                  |                                                                       |                 |                                      |       |       |       |       |       |       |       |       |       |       |       |       |       |       |       |       |       |
| 一話   | 一年生になった                     | 吉田玲子 | 川面真也 | 川面真也         | 井本由紀 古川英樹                                                     | 大塚舞          | 2015年 7月7日                        |       |       |       |       |       |       |       |       |       |       |       |       |       |       |       |       |       |
| 二話   | 星を見に行った                     | 吉田玲子 | 二瓶勇一 | 福多潤           | 本田辰雄 竹森由加                                                     | 井本由紀        | 7月14日                              |       |       |       |       |       |       |       |       |       |       |       |       |       |       |       |       |       |
| 三話   | 連休中にやる気を出した             | 志茂文彦 | 金崎貴臣 | 平田豊           | 堤谷典子                                                              | 古川英樹        | 7月21日                              |       |       |       |       |       |       |       |       |       |       |       |       |       |       |       |       |       |
| 四話   | てるてるぼうずを作った             | 吉田玲子 | 川面真也 | 福多潤           | 冨田康弘 北川和樹 塚本歩 吉田和香子                                   | 大塚舞 井本由紀 | 7月28日                              |       |       |       |       |       |       |       |       |       |       |       |       |       |       |       |       |       |
| 五話   | お好み焼きを食べた                 | 志茂文彦 | 黒澤雅之 | 平田豊           | 佐々木睦美                                                            | 古川英樹        | 8月4日                               |       |       |       |       |       |       |       |       |       |       |       |       |       |       |       |       |       |
| 六話   | ホタルと仲よくなった               | 吉田玲子 | 澤井幸次 | 澤井幸次         | 本田辰雄 竹森由加 木下ゆうき                                          | 井本由紀        | 8月11日                              |       |       |       |       |       |       |       |       |       |       |       |       |       |       |       |       |       |
| 七話   | 思いきって飛び込んだ               | 吉田玲子 | 錦織博   | 福多潤           | 竹森由加 本田辰雄 吉田和香子 八代紀実子 橋口隼人                      | 古川英樹        | 8月18日                              |       |       |       |       |       |       |       |       |       |       |       |       |       |       |       |       |       |
| 八話   | 給食当番をした                     | 吉田玲子 | 二瓶勇一 | あべたつや       | 橋本純一 しまだひであき 横山沙弓 吉田巧介                             | 井本由紀        | 8月25日                              |       |       |       |       |       |       |       |       |       |       |       |       |       |       |       |       |       |
| 九話   | みんなでお月見をした               | 志茂文彦 | 黒澤雅之 | 池端隆史         | 大塚舞 木下ゆうき 本田辰雄 八代きみこ                                 | 古川英樹        | 9月1日                               |       |       |       |       |       |       |       |       |       |       |       |       |       |       |       |       |       |
| 十話   | すごく練習した                     | 吉田玲子 | 澤井幸次 | 澤井幸次         | 塚本歩 保村成 吉田和香子                                              | 井本由紀        | 9月8日                               |       |       |       |       |       |       |       |       |       |       |       |       |       |       |       |       |       |
| 十一話 | 甘えんぼうになった                 | 山田由香 | 金崎貴臣 | 高村雄太         | Cha Myong Jun                                                         | 古川英樹        | 9月15日                              |       |       |       |       |       |       |       |       |       |       |       |       |       |       |       |       |       |
| 十二話 | 一年がたった                       | 吉田玲子 | 川面真也 | 福多潤           | 井本由紀 古川英樹 本田辰雄 橋口隼人 竹森由加                          | 大塚舞          | 9月22日                              |       |       |       |       |       |       |       |       |       |       |       |       |       |       |       |       |       |
| 十三話 | 蛍が楽しんだ                       | 吉田玲子 | 川面真也 | 福多潤           | 橋口隼人 本田辰雄                                                     | 大塚舞          | 原作単行本第10巻特装版に付属         |       |       |       |       |       |       |       |       |       |       |       |       |       |       |       |       |       |
| 第3期  |                                    |          |          |                  |                                                                       |                 |                                      |       |       |       |       |       |       |       |       |       |       |       |       |       |       |       |       |       |
| 一話   | カエルの歌を吹いた                 | 吉田玲子 | 川面真也 | 新谷研人         | 井本由紀 原口渉 林信秀                                                | 大塚舞          | 2021年 1月11日                       |       |       |       |       |       |       |       |       |       |       |       |       |       |       |       |       |       |
| 二話   | 蛍が大人っぽかった？               | 吉田玲子 | 黒澤雅之 | 富田祐輔         | 滝本祥子                                                              | 大塚舞          | 1月18日                              |       |       |       |       |       |       |       |       |       |       |       |       |       |       |       |       |       |
| 三話   | 昔からこうだった                   | 志茂文彦 | 錦織博   | 新谷研人         | 竹森由加 芝花和栖 チェ・ミザ キム・テギョン 林信秀                    | 古川英樹        | 1月25日                              |       |       |       |       |       |       |       |       |       |       |       |       |       |       |       |       |       |
| 四話   | トマトを届けるサンタになった       | 吉田玲子 | 澤井幸次 | 福多潤           | 竹森由加 河口千恵 吉田和香子 渡部圭太 吉野麦 山﨑輝彦                 | 大塚舞          | 2月1日                               |       |       |       |       |       |       |       |       |       |       |       |       |       |       |       |       |       |
| 五話   | ものすごいものを作った             | 山田由香 | 二瓶勇一 | ソエジマヤスフミ | 松本弘 平田かほる 松下純子 楠田悟                                     | 古川英樹        | 2月8日                               |       |       |       |       |       |       |       |       |       |       |       |       |       |       |       |       |       |
| 六話   | みんなでキャンプに行った           | 志茂文彦 | 黒澤雅之 | 小柴純弥         | 井本由紀 片山敬介 鈴木FALCO 原口渉 日根野優子                         | 大塚舞          | 2月15日                              |       |       |       |       |       |       |       |       |       |       |       |       |       |       |       |       |       |
| 七話   | ハラハラする秋だった               | 山田由香 | 相澤伽月 | 矢吹勉           | 中尾彩香                                                              | 古川英樹        | 2月22日                              |       |       |       |       |       |       |       |       |       |       |       |       |       |       |       |       |       |
| 八話   | 先輩はもうすぐ受験だった           | 上座梟   | 澤井幸次 | 新谷研人         | 竹森由加 ビート 井本由紀 林信秀 石田誠也                              | 大塚舞          | 3月1日                               |       |       |       |       |       |       |       |       |       |       |       |       |       |       |       |       |       |
| 九話   | おいしいごはんを作った             | 上座梟   | 二瓶勇一 | 稲葉友紀         | 松本弘 小幡公春 冨樫彩菜 平田かほる 松下純子 池津寿恵                 | 古川英樹        | 3月8日                               |       |       |       |       |       |       |       |       |       |       |       |       |       |       |       |       |       |
| 十話   | 寒くなったりあったかくなったりした | 吉田玲子 | 二瓶勇一 | 福多潤           | 井本由紀 石田誠也 鈴木FALCO 竹森由加 原口渉 ビート 松井京介           | 大塚舞          | 3月15日                              |       |       |       |       |       |       |       |       |       |       |       |       |       |       |       |       |       |
| 十一話 | 酔っぱらって思い出した             | 吉田玲子 | 澤井幸次 | 小柴純弥         | 池津寿恵 渡部桂太 石田誠也 若山政志 服部憲知 井本由紀 倉谷亮多 原口渉 | 古川英樹        | 3月22日                              |       |       |       |       |       |       |       |       |       |       |       |       |       |       |       |       |       |
| 十二話 | また桜が咲いた                     | 吉田玲子 | 錦織博   | 新谷研人         | 井本由紀 竹森由加 渡辺一平太 谷口繁則 片山敬介 林信秀 金元会 原口渉   | 大塚舞 古川英樹 | 3月29日                              |       |       |       |       |       |       |       |       |       |       |       |       |       |       |       |       |       |
| 十三話 | 部活をがんばった                   | 川面真也 | 川面真也 | 川面真也         | 歩宇 櫻井拓郎 今田茜 林信秀 金元会 原口渉                             | 大塚舞          | のんのんびよりりめんばー特装版に付属 |       |       |       |       |       |       |       |       |       |       |       |       |       |       |       |       |       |

## 放送局
| 放送期間                  | 放送時間                     | 放送局     | 対象地域   | 備考                                 |
| ------------------------- | ---------------------------- | ---------- | ---------- | ------------------------------------ |
| 2013年10月8日 - 12月24日  | 火曜 2:05 - 2:35（月曜深夜） | テレビ東京 | 関東広域圏 | 製作参加                             |
|                           | 火曜 23:30 - 水曜 0:00       | AT-X       | 日本全域   | 製作参加 / CS放送 / リピート放送あり |
| 2013年10月9日 - 12月25日  | 水曜 2:35 - 3:05（火曜深夜） | テレビ愛知 | 愛知県     |                                      |
| 2013年10月12日 - 12月28日 | 土曜 2:40 - 3:10（金曜深夜） | テレビ大阪 | 大阪府     |                                      |

| 配信開始日     | 配信時間                     | 配信サイト |
| -------------- | ---------------------------- | --- |
| 2013年10月13日 | 日曜 0:00（土曜深夜） 更新   | バンダイチャンネル |
| 2013年10月18日 | 金曜 0:00 - 0:30（木曜深夜） | ニコニコ生放送 |
|                | 金曜 0:30（木曜深夜） 更新   | ニコニコチャンネル |
|                | 金曜 更新                    | あにてれしあたー GyaO! （第1話のみ） GyaO!ストア （第2話以降） DMM.com J:COMオンデマンド auひかり テレビサービス MOVIE SPLASH VOD 楽天ショウタイム PlayStation Store ビデオマーケット アニメモビ ベストヒット動画 ベストヒットアニメ動画 |
| 2013年10月25日 | 金曜 12:00 更新              | dアニメストア |

| 放送期間                | 放送時間                     | 放送局     | 対象地域   | 備考                                 |
| ----------------------- | ---------------------------- | ---------- | ---------- | ------------------------------------ |
| 2015年7月7日 - 9月21日  | 火曜 2:05 - 2:35（月曜深夜） | テレビ東京 | 関東広域圏 | 製作参加                             |
|                         | 火曜 3:05 - 3:35（月曜深夜） | テレビ愛知 | 愛知県     |                                      |
| 2015年7月9日 - 9月24日  | 木曜 2:35 - 3:05（水曜深夜） | テレビ大阪 | 大阪府     |                                      |
|                         | 木曜 23:00 - 23:30           | AT-X       | 日本全域   | 製作参加 / CS放送 / リピート放送あり |
| 2015年7月13日 - 9月28日 | 月曜 1:50 - 2:20（日曜深夜） | 熊本放送   | 熊本県     |                                      |

| 配信開始日    | 配信時間                     | 配信サイト |
| ------------- | ---------------------------- | --- |
| 2015年7月10日 | 金曜 0:00（木曜深夜） 更新   | 楽天ショウタイム |
| 2015年7月17日 |                              | GYAO! |
|               | 金曜 0:30 - 1:00（木曜深夜） | ニコニコ生放送 |
|               | 金曜 1:00（木曜深夜） 更新   | ニコニコチャンネル |
|               | 金曜 12:00 更新              | バンダイチャンネル dアニメストア                                                                                                 |
|               | 金曜 更新                    | DMM.com U-NEXT ひかりTV J:COMオンデマンド milplus ビデオパス アニメパス ビデオマーケット ベストヒット動画 ベストヒットアニメ動画 |
| 2013年7月22日 | 水曜 更新                    | PlayStation Store |

| 放送期間                | 放送時間                     | 放送局     | 対象地域   | 備考                                 |
| ----------------------- | ---------------------------- | ---------- | ---------- | ------------------------------------ |
| 2021年1月11日 - 3月29日 | 月曜 1:35 - 2:05（日曜深夜） | テレビ東京 | 関東広域圏 | 製作参加                             |
|                         |                              | テレビ愛知 | 愛知県     |                                      |
| 2021年1月12日 - 3月30日 | 火曜 0:30 - 1:00（月曜深夜） | BSテレ東   | 日本全域   | BS/BS4K放送                          |
| 2021年1月14日 - 4月1日  | 木曜 2:35 - 3:05（水曜深夜） | テレビ大阪 | 大阪府     |                                      |
|                         | 木曜 21:30 - 22:00           | AT-X       | 日本全域   | 製作参加 / CS放送 / リピート放送あり |

| 配信開始日        | 配信時間                     | 配信サイト |
| ----------------- | ---------------------------- | --- |
| 2021年1月12日     | 火曜 1:00 - 1:30（月曜深夜） | ABEMA |
| 2021年1月15日     | 金曜 1:00（木曜深夜） 更新   | dアニメストア |
| 2021年1月16日以降 | 不明                         | ニコニコ生放送 ニコニコチャンネル ひかりTV Netflix GYAO! あにてれ Paravi FOD バンダイチャンネル Hulu J:COMオンデマンド ビデオパス TELASA アニメ放題 U-NEXT Amazonプライム・ビデオ Rakuten TV DMM.com ビデオマーケット HAPPY!動画 クランクイン！ビデオ ムービーフルplus |

## 関連商品

### BD / DVD
| 巻 | 発売日         | 収録話          | 規格品番  | 規格品番  |
| 巻 | 発売日         | 収録話          | BD        | DVD       |
| -- | -------------- | --------------- | --------- | --------- |
| 1  | 2013年12月25日 | 第1話 - 第2話   | ZMXZ-9011 | ZMBZ-9021 |
| 2  | 2014年1月29日  | 第3話 - 第4話   | ZMXZ-9012 | ZMBZ-9022 |
| 3  | 2014年2月26日  | 第5話 - 第6話   | ZMXZ-9013 | ZMBZ-9023 |
| 4  | 2014年3月26日  | 第7話 - 第8話   | ZMXZ-9014 | ZMBZ-9024 |
| 5  | 2014年4月25日  | 第9話 - 第10話  | ZMXZ-9015 | ZMBZ-9025 |
| 6  | 2014年5月28日  | 第11話 - 第12話 | ZMXZ-9016 | ZMBZ-9026 |

| 巻 | 発売日         | 収録話          | 規格品番   | 規格品番   |
| 巻 | 発売日         | 収録話          | BD         | DVD        |
| -- | -------------- | --------------- | ---------- | ---------- |
| 1  | 2015年9月18日  | 第1話 - 第2話   | ZMXZ-10181 | ZMBZ-10191 |
| 2  | 2015年10月28日 | 第3話 - 第4話   | ZMXZ-10182 | ZMBZ-10192 |
| 3  | 2015年11月25日 | 第5話 - 第6話   | ZMXZ-10183 | ZMBZ-10193 |
| 4  | 2015年12月25日 | 第7話 - 第8話   | ZMXZ-10184 | ZMBZ-10194 |
| 5  | 2016年1月27日  | 第9話 - 第10話  | ZMXZ-10185 | ZMBZ-10195 |
| 6  | 2016年2月24日  | 第11話 - 第12話 | ZMXZ-10186 | ZMBZ-10196 |

| 巻 | 発売日        | 収録話          | 規格品番   | 規格品番   |
| 巻 | 発売日        | 収録話          | BD         | DVD        |
| -- | ------------- | --------------- | ---------- | ---------- |
| 1  | 2021年3月24日 | 第1話 - 第3話   | ZMXZ-14691 | ZMBZ-14701 |
| 2  | 2021年4月28日 | 第4話 - 第6話   | ZMXZ-14692 | ZMBZ-14702 |
| 3  | 2021年5月26日 | 第7話 - 第9話   | ZMXZ-14693 | ZMBZ-14703 |
| 4  | 2021年6月30日 | 第10話 - 第12話 | ZMXZ-14694 | ZMBZ-14704 |

| 巻  | 発売日        | 収録話                                     | 規格品番   | 規格品番 |
| 巻  | 発売日        | 収録話                                     | BD         | DVD      |
| --- | ------------- | ------------------------------------------ | ---------- | -------- |
| BOX | 2018年8月24日 | 第1期全12話 第2期全12話 特装版付属OVA全2話 | ZMXZ-12362 |          |

### 外国発売
- センタイ・フィルムワークス[42]（北アメリカ）
- オデックス（英語版）[43]（東南アジア）

### CD
| 発売日         | タイトル       | 規格品番   | 規格品番   |       |       |
| 発売日         | タイトル       | 通常盤     | 初回限定盤 |       |       |
| 第1期          | 第1期          | 第1期      | 第1期      | 第1期 | 第1期 |
| -------------- | -------------- | ---------- | ---------- | ----- | ----- |
| 2013年10月30日 | なないろびより | LACM-14146 | LACM-34146 |       |       |
| 2013年11月6日  | のんのん日和   | LACM-14151 | -          |       |       |
| 第2期          |                |            |            |       |       |
| 2015年7月22日  | こだまことだま | LACM-14373 | LACM-14372 |       |       |
| 2015年9月9日   | おかえり       | LACM-14380 | -          |       |       |

|       | 発売日         | タイトル                                           | 規格品番    |
| ----- | -------------- | -------------------------------------------------- | ----------- |
| 第1期 | 2013年12月25日 | のんのんびより オリジナルサウンドトラック          | LACA-9320/1 |
| 第2期 | 2015年9月23日  | のんのんびより りぴーと オリジナルサウンドトラック | LACA-15516  |

| 発売日        | タイトル             | 規格品番   |
| ------------- | -------------------- | ---------- |
| 2021年2月24日 | のんのんびよりでいず | LACA-15866 |

|       | 発売日        | タイトル                                     | 規格品番   |
| ----- | ------------- | -------------------------------------------- | ---------- |
| 第1期 | 2014年8月27日 | TVアニメ『のんのんびより』オリジナルドラマCD | LACA-15441 |

### アプリ
- 「のんのんびより」しゃべってキャラ配信!!（2014年4月28日配信）
- 嫁コレ
  - 宮内れんげ（2014年8月1日配信）
  - 一条蛍（2014年9月2日配信）
  - 越谷小鞠（2014年9月12日配信）
  - 越谷夏海（2014年9月19日配信）
- のんのんびより ケータイメニュー（2014年9月17日配信）
- au スマートパス CosmoSiaプレミアム用着せ替え のんのんびより（2014年4月上旬配信）
- のんのんびより カレンダー待受け（2014年9月中旬配信）
- 携帯きせかえ のんのんびより（2014年9月中旬配信）
- mobageコインガチャ のんのんびより りぴーと（2015年8月7日配信）
- のんのんびより りぴーと　カレンダー待受け（2015年10月配信）
- 携帯きせかえ のんのんびより りぴーと（2015年10月配信）
- 【豪華版】のんのんびより りぴーと ケータイメニュー
  - -れんげ-（2015年11月3日配信）
  - -蛍-（2015年12月9日配信）
  - -夏海-（2016年2月11日配信）
- 【超豪華版】のんのんびより りぴーと（2016年4月28日配信）
- キャラミん 踊る！のんのんびより（2015年8月5日配信）
- のんのんびより りぴーと LINEスタンプ（2015年9月3日配信）
- のんのんアラーム 〜れんげ編〜（2016年7月25日配信）
- のんのんびよりアラーム 〜いつでもいっしょなのん！〜（2018年8月24日配信）

### ASMR
- のんのんねいろ 〜宮内れんげ〜（2021年11月12日発売[45][46]）

## WEBラジオ
WEBラジオ第1期『のんのんびよりうぇぶらじお のんのんだより！なのん』は、2013年10月1日から2014年2月25日まで音泉とランティスウェブラジオにて配信された。毎週火曜日更新、全21回。
2014年7月6日にニコニコ生放送『インターネットラジオステーション〈音泉〉10周年記念24時間生放送』内にて『のんのんびよりうぇぶらじお のんのんだより！ どうがなのん！』が動画配信された。
テレビアニメ第2期放送に合わせ、WEBラジオ第2期『のんのんびよりうぇぶらじお のんのんだより りぴーと！なのん』が、2015年6月30日（第0回）から2016年1月26日まで音泉とランティスウェブラジオにて配信された。毎週火曜日更新、全29回。
2016年3月27日に発表された第2回アニラジアワードにて「BEST COMFORT RADIO 癒しラジオ賞（新人枠）」を受賞した。
テレビアニメ第3期放送に合わせ、WEBラジオ第3期『のんのんびよりうぇぶらじお のんのんだより のんすとっぷ！なのん』が、2021年1月8日から2021年4月2日まで音泉にて隔週金曜に配信された。。
最終回の第7回は2021年3月30日に『のんのんびよりうぇぶらじお のんのんだより のんすとっぷ！ 公開録音ニコ生なのん』としてニコニコ生放送にて公開収録された。
パーソナリティ
- 村川梨衣（一条蛍 役）
- 佐倉綾音（越谷夏海 役）
-  ???（越谷卓 役）※ 出演しているという設定

コーナー
のんのんおたより
原作やアニメの感想、出演者（パーソナリティとゲスト）・スタッフへのおたよりを紹介するコーナー。
旭丘分校へようこそ！
リスナーの故郷の思い出や田舎体験などを紹介するコーナー。
のんのんじんぐる
リスナーが投稿したキャラクターに喋ってほしい一言セリフがジングルとして使用される。
のんびりくえすと！（ラジオ第2期）
リスナーが推す「のんびりリクエスト」や、リスナーが提案する「のんびりクエスト」を紹介するコーナー。
夏の思い出を作ろう（ラジオ第2期）
リスナーから夏らしい写真を募集するコーナー。
のんのんかくれんぼ（ラジオ第3期）
「のんのんびより」の中に「のんびり」が隠れている様にある言葉の中に隠れている別の言葉を見つけるコーナー。

ゲスト
ラジオ第1期
- 第03回 - 小岩井ことり（宮内れんげ 役）
- 第05回 - 阿澄佳奈（越谷小鞠 役）
- 第06回 - きみコ（nano.RIPE）
- 第09回 - 小岩井ことり ※佐倉綾音欠席
- 第10回 - 阿澄佳奈 ※同上
- 第13回 - 名塚佳織（宮内一穂 役）
- 第15回 - 佐藤利奈（加賀山楓 役）
- 第17回 - 新谷良子（富士宮このみ 役）
- 第19回 - 福圓美里（宮内ひかげ 役）
- 第21回 - 小岩井ことり、阿澄佳奈

ラジオ第2期
- 第02回 - 小岩井ことり
- 第03回 - きみコ（nano.RIPE）
- 第05回 - 阿澄佳奈
- 第08回 - 名塚佳織
- 第11回 - 小岩井ことり、阿澄佳奈
- 第14回 - 新谷良子
- 第17回 - 小岩井ことり ※村川梨衣欠席
- 第18回 - 佐藤利奈 ※佐倉綾音欠席
- 第22回 - 川面真也（監督）

ラジオ第3期
- 第2回 - 田中あいみ（篠田あかね 役）
- 第3回 - 久野美咲（しおり 役）
- 第4回 - 名塚佳織、きみコ（nano.RIPE）
- 第5回 - 佐藤利奈
- 第6回 - 新谷良子
- 第7回 - 小岩井ことり、阿澄佳奈

主題歌
ラジオ第1期
オープニングテーマ「ひだまり笑顔」
作詞・作曲・編曲 - rino / 歌 - 一条蛍（村川梨衣）、越谷夏海（佐倉綾音）
エンディングテーマ「きせつの町」
作詞 - きみコ/ 作曲 - 佐々木淳 / 編曲・歌 - nano.RIPE

ラジオ第2期
オープニングテーマ
「おかえり」（第1回 - 第12回）
※アニメ第2期ED
「エバーグリーンサマー」（第13回 - 第29回）
作詞・作曲 - 藤本記子 / 編曲 - 福富雅之 / 歌 - 一条蛍（村川梨衣）、越谷夏海（佐倉綾音）
エンディングテーマ「こだまことだま」
※アニメ第2期OP

ラジオ第3期
オープニングテーマ
「つぎはぎもよう」（第1回 - 第7回）
※アニメ第2期ED

関連商品
| 巻数                                                                   | 発売日                                                        | 新規撮り下ろし特別版ゲスト                                             | 過去配信回                                                    | 規格品番                                                      |
| ラジオCD「のんのんびよりうぇぶらじお のんのんだより! なのん」          | ラジオCD「のんのんびよりうぇぶらじお のんのんだより! なのん」 | ラジオCD「のんのんびよりうぇぶらじお のんのんだより! なのん」          | ラジオCD「のんのんびよりうぇぶらじお のんのんだより! なのん」 | ラジオCD「のんのんびよりうぇぶらじお のんのんだより! なのん」 |
| ---------------------------------------------------------------------- | ------------------------------------------------------------- | ---------------------------------------------------------------------- | ------------------------------------------------------------- | ------------------------------------------------------------- |
| いち                                                                   | 2014年01月29日                                                | 阿澄佳奈、小岩井ことり                                                 | 第01回 - 第07回                                               | TBZR-0193/4                                                   |
| にっ                                                                   | 2014年04月30日                                                | 阿澄佳奈、小岩井ことり                                                 | 第08回 - 第14回                                               | TBZR-0210/1                                                   |
| さん                                                                   | 2014年05月28日                                                | 阿澄佳奈、小岩井ことり                                                 | 第15回 - 第21回                                               | TBZR-0212/3                                                   |
| ラジオCD「のんのんびよりうぇぶらじお のんのんだより りぴーと! なのん」 |                                                               |                                                                        |                                                               |                                                               |
| いち                                                                   | 2015年11月25日                                                | 阿澄佳奈、小岩井ことり                                                 | 第01回 - 第07回                                               | TBZR-0541/0542                                                |
| にっ                                                                   | 2016年01月27日                                                | 小岩井ことり、福圓美里、名塚佳織（新規録り下ろし特別版パーソナリティ） | 第08回 - 第16回                                               | TBZR-0595/0596                                                |
| さん                                                                   | 2016年03月30日                                                | 阿澄佳奈、小岩井ことり                                                 | 第17回 - 第29回                                               | TBZR-0617/0618                                                |

## 劇場アニメ
劇場アニメーション『劇場版 のんのんびより ばけーしょん』が2018年8月25日に公開された。興行収入は1億9000万円。

### プロモーション（劇場アニメ）
2018年6月28日にニコニコ生放送で『「劇場版 のんのんびより ばけーしょん」とくばんなのん！』が配信された。
同年7月14日にニコニコ生放送で配信された音泉の開設15年記念27時間ニコ生内にて、『劇場版 のんのんびより ばけーしょん うぇぶらじお『のんのんだより ばけーしょん なまほうそうなのん！』』が配信された。
同年8月12日にニコニコ生放送で『「劇場版のんのんびよりばけーしょん」とくばんなのん！そのにっ！』が配信された。
劇場版公開直前特番『劇場版 のんのんびより ばけーしょん公開直前スペシャル!! みんなでつくってみまシーサーなのん!!』が同年8月22日にAT-Xにて、同年8月24日にテレビ東京にてそれぞれ放送された。

### オリジナルキャラクター
新里あおい（にいざと あおい）
声 - 下地紫野
中学1年生。れんげたちが宿泊する民宿「にいざと」の看板娘。中学の学生生活の傍らで民宿の手伝いをしている。
学校ではバドミントン部に所属しており、家では母親（声 - 篠原恵美）に隠れてこっそり練習をしている。
沖縄旅行で沖縄を案内したことでれんげたちと仲良くなり、特に同い年の夏海とは親に隠れてバドミントンの練習している姿を見られたことを機に親しくなった。
脚本の吉田玲子が提案したキャラクター像を元に、原作者のあっと本人がデザインを行っている。

### スタッフ（劇場アニメ）
- 原作 - あっと
- 監督 - 川面真也
- 脚本 - 吉田玲子
- キャラクターデザイン - 大塚舞
- プロップデザイン - 古川英樹、井本由紀
- 美術監督 - 赤坂杏奈
- 美術設定 - 綱頭瑛子、谷内優穂、草薙
- 色彩設計 - 重冨英里
- 撮影監督 - 佐藤敦
- 3D監督 - 濱村敏郎
- 編集 - 坪根健太郎
- 音響監督 - 亀山俊樹
- 音楽 - 水谷広実
- 音楽プ - ランティス
- プロデューサー - 紅谷佳和、郷文裕貴、山下愼平、赤坂泰基、飯塚彩、鶴田美栄子、金子逸人
- アニメーションプロデューサー - 鬼塚康介
- アニメーション制作 - SILVER LINK.
- 製作 - 組合劇場[注 4]

### 主題歌（劇場アニメ）
「あおのらくがき」
nano.RIPEによるオープニングテーマ。作詞・作曲はきみコ、編曲は菊谷知樹。
「おもいで」
宮内れんげ（小岩井ことり）、一条蛍（村川梨衣）、越谷夏海（佐倉綾音）、越谷小鞠（阿澄佳奈）によるエンディングテーマ。作詞・作曲はZAQ、編曲は松田彬人。

### WEBラジオ（劇場アニメ）
劇場アニメ『のんのんびより ばけーしょん』の公開を記念して、2018年7月14日にニコニコ生放送『インターネットラジオステーション〈音泉〉27時間ニコ生放送』内にて『劇場版 のんのんびより ばけーしょん うぇぶらじお「のんのんだより ばけーしょん なまほうそうなのん！」 』が動画配信された。
同年9月18日には音泉にてSP回『のんのんびよりうぇぶらじお のんのんだより ばけーしょん！なのん』が配信された。
ゲスト
- 下地紫野（新里あおい 役）、松井恵理子（＜音泉＞27時間ニコ生放送特番の後続番組へのバトンタッチの為）

### 関連商品（劇場アニメ）
BD / DVD
| 発売日        | 規格品番                                  | 規格品番   |
| 発売日        | BD                                        | DVD        |
| ------------- | ----------------------------------------- | ---------- |
| 2019年2月27日 | ZMXZ-12881（限定版） ZMXZ-12882（通常版） | ZMBZ-12883 |

サウンドトラック
| 発売日        | タイトル                                                      | 規格品番   |
| ------------- | ------------------------------------------------------------- | ---------- |
| 2018年8月25日 | 劇場版 のんのんびより ばけーしょん オリジナルサウンドトラック | LACA-15731 |

## イベント
- にゃんぱす祭りなのん♪ - 2014年4月6日に有楽町よみうりホールにて開催。
- のんのんびより りぴーと-みんなに会いにきたのん- - 2015年6月14日に日比谷公会堂にて開催。
- のんのんびよりスペシャルイベント 「にゃんぱす祭り りぴーとなのん♪♪」 - 2016年1月10日に日比谷公会堂にて開催。
- にゃんぱす祭り ばけーしょんなのん！ - 2019年5月11日に横須賀芸術劇場 大劇場にて開催。
- にゃんぱす祭り のんすとっぷなのん！ - 2021年8月1日に山野ホールにて開催。